# إينياس الغزي
إينياس الغزِّي (الإغريقية: Αἰνείας ὁ Γαζαῖος؛ق. 518) كان فيلسوفًا أفلاطونيًا جديدًا ومتحولًا إلى المسيحية وازدهر في نهاية القرن الخامس. ويعتبر جزءًا من مدرسة البلاغة في غزة، التي ازدهرت في فلسطين البيزنطية في القرنين الخامس والسادس.

## حياة
لا يُعرف الكثير عن حياته. من المرجح أن إينياس ولد في غزة حوالي عام 450. في عمله الرئيسي المعنون ثيوفراستوس، يشير إلى هيروكليس الإسكندري كمعلم له، وفي بعض رسائله يذكر كتابًا من نهاية القرن الخامس وبداية القرن السادس، مثل بروكوبيوس غزة. وقد تم اقتراح إينياس أيضًا باعتباره العم غير المسمى لمارسيانوس غزة الذي وُصف بأنه أسقف غزة قبل مارسيانوس وباعتباره سفسطائيًا مشهورًا.
مثل العديد من الآخرين من دائرته الأدبية، كانت لإينياس علاقات وثيقة مع المجتمعات الرهبانية المحيطة بغزة. على سبيل المثال، كان إينياس يتشاور كثيرًا مع أبا إشعياء، وهو راهب زاهد ورهباني مشهور قريب منه، فيما يتعلق بكتابات أفلاطون وأرسطو وبلونتيوس الفلسفية.

## معتقد
مثل جميع الأفلاطونيين الجدد المسيحيين، كان إينياس يحمل أفلاطون تقديرًا أعلى من أرسطو. مثل سينيسيوس، ونيميسيوس، وغيرهما، وجد في الأفلاطونية الجديدة النظام الفلسفي الذي يتفق بشكل أفضل مع الوحي المسيحي. لكن على النقيض من سينيسيوس ونيميسيوس، رفض بعض العقائد الأكثر تميزًا لدى الأفلاطونيين الجدد باعتبارها متناقضة مع العقيدة المسيحية. على سبيل المثال، رفض مبدأ الوجود المسبق (الذي ينص على أن روح الإنسان كانت موجودة قبل اتحادها بالجسد)، بحجة أن الروح قبل اتحادها بالجسد كانت ستكون "خاملة"، وغير قادرة على ممارسة أي من قدراتها.:947وعلى نحو مماثل، رفض مبدأ المدة الأبدية للعالم، على أساس أن العالم جسدي، وعلى الرغم من أنه أفضل "آلية" ممكنة، فإنه يحتوي في حد ذاته على عناصر الانحلال:958 sqqمرة أخرى، علّم أن "جسد الإنسان يتكون من المادة والشكل"، وأنه بينما تفنى المادة فإن "شكل" الجسم يحتفظ بالقدرة على إحياء "المادة" في اليوم الأخير.
لقد بقيت خمسة وعشرون رسالة من إينياس الغزي حتى يومنا هذا، وتشكل واحدة من أصغر مجموعات الرسائل وأكثرها غرابة في أواخر العصور القديمة. من المرجح أن المجموعة كانت أكبر بكثير ونجت كمجموعة صغيرة من المرجح أن يتم الحفاظ على أجزائها بالصدفة بواسطة مختارات من القرن الثامن أو التاسع.:982